# Daf Yomi
Daf Yomi (ebraico: דף היומי, Daf HaYomi, "pagina del giorno" o "folio quotidiano") è un regime giornaliero di apprendimento della Torah Orale e dei suoi commentari (noti anche come Ghemara), in cui ciascuna delle 2711 pagine del Talmud babilonese sono studiate in sequenza. In base a tale regime, tutto il Talmud viene completato, in un ciclo di sette anni e mezzo.
Migliaia di ebrei in tutto il mondo studiano col programma Daf Yomi, e oltre 300000 partecipano al Siyum HaShas, un evento che celebra la culminazione del ciclo di apprendimento. Il programma Daf Yomi ha avuto il riconoscimento di aver reso lo studio del Talmud accessibile agli ebrei che non sono Talmid Chacham (studiosi esperti del Talmud), contribuendo alla trasmissione dell'Ebraismo dopo l'Olocausto (Shoah) e con un fattore unificatore tra gli ebrei stessi.

## Origini

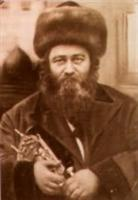
Rabbi Meir Shapiro, iniziatore del Daf Yomi.

L'idea innovatrice di ebrei che in tutto il mondo studiassero lo stesso daf ogni giorno, con lo scopo di completare l'intero Talmud, fu concepita durante il Primo Congresso Mondiale del World Agudath Israel a Vienna il 16 agosto 1923 da Rabbi Meir Shapiro, già Rav di Sanok in Polonia, e futuro rosh yeshiva della Yeshivah Chachmei di Lublino. In quegli anni solo 63 trattati del Talmud venivano studiati regolarmente, come per esempio il Berakhot, lo Shabbat e Eruvin,che trattano leggi pratiche, mentre altri, come il Zevachim e il Temurah non venivano studiati quasi mai. Shapiro inoltre concepiva il programma come un modo di tener unito il popolo ebraico. As he explained to the Congress delegates:

## Influenze
Subito dopo la sua introduzione, Daf Yomi ha ispirato la fondazione di altri programmi di studio Yomi (quotidiano) per testi importanti dell'Ebraismo. Tali testi includono Mishnah Yomis (lo studio giornaliero della Mishnah), Nach Yomi (lo studio giornaliero dei Nevi'im e Ketuvim), e Mussar Yomi (lo studio giornaliero della letteratura Mussar). Nel 1980 il Rebbe Simcha Bunim Alter ha introdotto lo Yerushalmi Yomi, un programma giornaliero per completare tutto il Talmud gerosolimitano. Nel 1984 il Lubavitcher Rebbe ha introdotto Mishneh Torah Yomi, un programma di studio quotidiano della Mishneh Torah di Maimonide, che copre tutto il materiale testuale in un ciclo annuale.

## Altri cicli di studio
- Amud Yomi – studio quotidiano di un singolo folio del Talmud babilonese (ciclo di 14 anni ca.)
- Yerushalmi Yomi – studio quotidiano del Talmud gerosolimitano (4 cicli di 1/3-anno)
- Mishneh Torah Yomi – studio quotidiano (cicli di 1 o 3 anni)
- Mishnah Berurah Yomit – studio quotidiano (cicli di 2,5- o 5 anni)
- Kitzur Shulchan Aruch Yomi – studio quotidiano (ciclo di 1 anno)
- Halakhah Yomi (Shulchan Aruch) – studio quotidiano (ciclo di 4 anni)
- Shnayim mikra ve-echad targum (Parashah con Rashi) – studio quotidiano o settimanale (ciclo di 1 anno)
- Shemiras Halashon Yomi (ciclo di circa 6 mesi di studio dello Chofetz Chaim e dello Shemiras Halashon di Rabbi Yisrael Meir Kagan)